# Rebecca Cammisa
Rebecca Cammisa es una directora de documentales estadounidense, dos veces nominada a los premios Oscar, ganadora de un Emmy, y fundadora de Documentress Films.
Su primera película, Sister Helen (2002) ganó el Premio a la Mejor Dirección de Documental en Sundance, el Premio Hugo de Oro a la mejor película documental en el Festival Internacional de Cine de Chicago, el Premio del Jurado a la mejor película documental en el Festival de Cine de Newport, el Premio a la Mejor Película Documental en el Festival de Cine de Nashville, el premio Freddie a la actuación sobresaliente de los premios International Health & Medical Media Awards; y una beca cinematográfica de la Fundación Grand Marnier. Además, en 2006, la Filmoteca del Museo de Arte Moderno adquirió Sister Helen para su colección permanente.
Se asoció con Mr.Mudd Productions para producir Which Way Home, que tuvo su estreno mundial en el Festival de Cine de Tribeca y su estreno europeo en el Festival de Cine de Karlovy Vary, ambos en 2009. El Festival de Cine de Traverse City otorgó a Which Way Home su Premio Especial del Jurado por los Derechos Humanos. Se emitió en agosto de ese año como parte de la serie Documentary Summer de HBO, llegando a más de 3,5 millones de espectadores. En 2010, Which Way Home ganó un premio Emmy al mejor programa informativo y recibió cuatro nominaciones en la categoría de noticias y documentales.
El 24 de enero de 2012, Cammisa fue nominada a un premio de la Academia por la película God Is the Bigger Elvis.
Su documental de 2017 " Atomic Homefront " ganó el premio de periodismo Robert F. Kennedy de 2019 para televisión norteamericana y el premio Impact Docs de 2019 a la mejor película documental.

## Premios y distinciones
Premios Óscar
| Año  | Categoría              | Película                | Resultado |
| ---- | ---------------------- | ----------------------- | --------- |
| 2010 | Mejor documental largo | Which Way Home          | Nominada  |
| 2012 | Mejor documental corto | God Is the Bigger Elvis | Nominada  |